# Oribellopsis tianshanensis
Oribellopsis tianshanensis är en kvalsterart som först beskrevs av Wen 1989.  Oribellopsis tianshanensis ingår i släktet Oribellopsis och familjen Oribellidae. Inga underarter finns listade i Catalogue of Life.